# Dave Davies

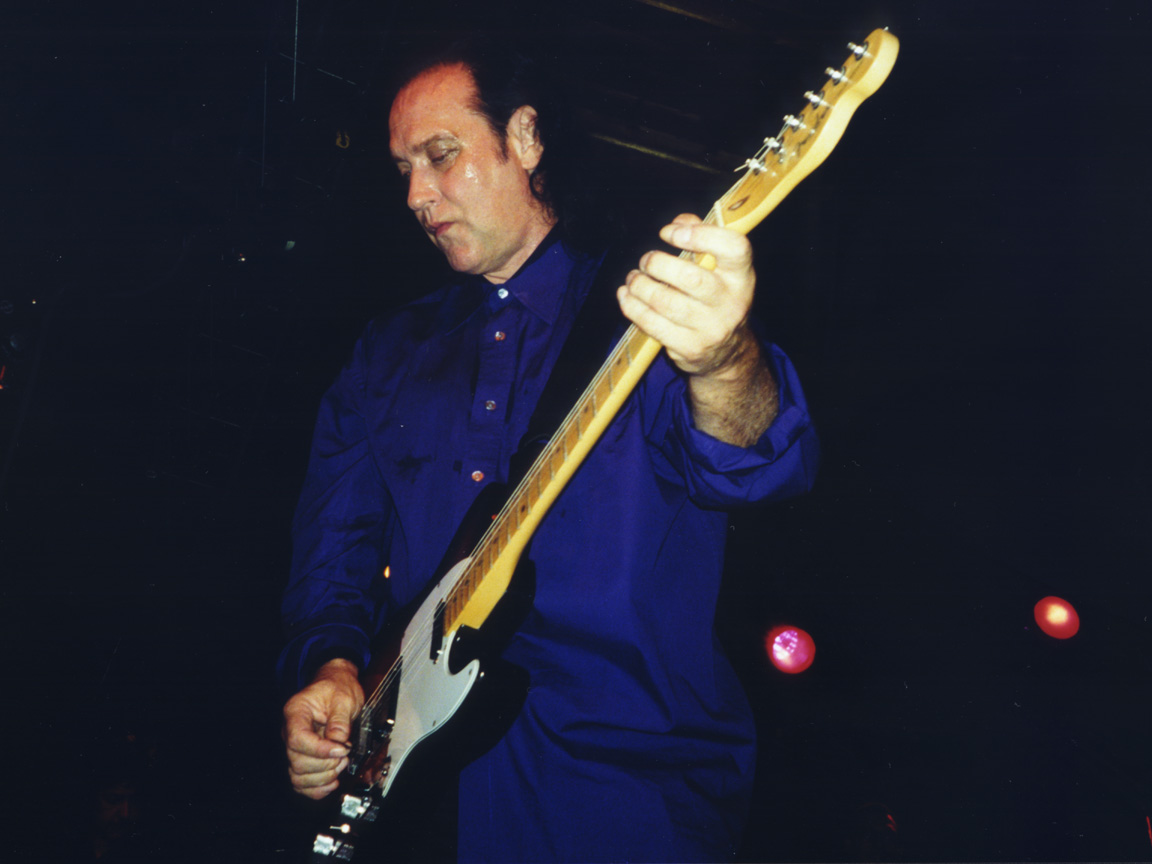
Dave Davies, 2002

David Russell Gordon Davies (* 3. Februar 1947 in Fortis Green, London, England) ist Leadgitarrist und Mitgründer der englischen Rockband The Kinks. In der Liste der besten Gitarristen aller Zeiten des Musikmagazins Rolling Stone wird er auf Platz 91 geführt.

## Leben
Davies ist der jüngere Bruder des Kinks-Songschreibers Ray Davies, mit dem ihn eine Hassliebe verbindet, die teilweise in Songs und auf der Bühne ausgelebt wurde.
Legendär ist allerdings eine Bühnenschlägerei aus dem Jahr 1965 zwischen Dave Davies und Schlagzeuger Mick Avory in Cardiff (Wales), in deren Folge sich Davies wegen Körperverletzung verantworten musste.
Davies versuchte sich auch als Solomusiker. Mit Death of a Clown und Susannah’s Still Alive gelangen ihm in den 1960er Jahren zwei Hitparadenerfolge. Seine weiteren Soloveröffentlichungen waren zwar erfolglos, nach dem Ende der Band in den 1990er Jahren erspielte sich Davies mit seiner neuen jungen Band allerdings eine eingeschworene Fangemeinde. Dabei setzte er auf seine eigenen Hits sowie die Songs seines Bruders, die er seit 1997 regelmäßig auf Tourneen in den Vereinigten Staaten spielte. 2001 trat er auch in Deutschland, Österreich und Großbritannien auf.
Die ersten drei Soloalben spielte Davies Anfang der 1980er Jahre ein. Nach dem Ende der Kinks und im Zuge der Veröffentlichung seiner Autobiografie Kink erschienen in Europa und den USA aufgrund der Vertragssituation unterschiedliche Karriererückblicke mit dem Titel Unfinished Business (1999) jeweils auf zwei CDs. Zudem erschien 2000 eine Live-CD Rock Bottom und 2002 das erste Studio-Album nach 1983 mit dem Titel Bug. Im Jahr 2007 veröffentlichte Davies sein Album Fractured Mindz, das er zunächst über das Internet vertrieb, dann aber auch mit zwei Bonus-Tracks bei Koch Records in den USA erschien.
Mit verschiedenen Frauen hat Davies acht Kinder. Ähnlich wie sein Bruder Ray gilt Dave Davies als schwieriger Charakter. In seinem Buch Kink outet er sich als bisexuell. 2004 erlitt er einen Schlaganfall. Im Februar 2010 veröffentlichte er die DVD Mystical Journey. Eine geplante US-Tour zur Promotion seiner DVD wurde auf ärztlichen Rat abgesagt.
Im Juni 2013 erschien das Album I Will Be Me.
Im November 2014 erschien das Album Rippin’ Up Time, mit dem er im Herbst 2015 auf US-Tournee ging.

## Equipment
Dave Davies bekam seine erste Gitarre, eine semiakustische Harmony Meteor, mit vierzehn Jahren. Diese Gitarre ist auf dem ersten Hit der Kinks, You Really Got Me, zu hören.
In den Anfangsjahren spielte er daneben hauptsächlich die ebenfalls semiakustische Guild Starfire, sowie eine Gibson Flying V, die er Mitte der 1960er Jahre in den USA erworben hatte, nachdem seine Guild nach einem Flug verloren gegangen war.
Auf I’m Not like Everybody Else (1966) kam eine 12-saitige Fender Electric XII zum Einsatz.
In den 1970er Jahren spielte er verstärkt Stratocaster und Telecaster-Modelle.
Ende der 1970er Jahre kamen Gitarren der Firma Gibson hinzu, insbesondere die Modelle Artisan und L5S.
In den 1980er und 1990er Jahren war wiederum die Telecaster seine Hauptgitarre.
Den einflussreichen verzerrten Klang seiner Gitarre auf You Really Got Me produzierte Dave Davies, indem er die Lautsprechermembran seines Elpico-Gitarrenverstärkers mit einer Rasierklinge aufschnitt und Nadeln hineinsteckte. Das Gitarrensignal wurde dann an einen Vox AC30 weitergeleitet.
Um das Jahr 1967 herum wechselte Davies zu Hiwatt-Verstärkern, einige Jahre danach setzte er einen Fender Twin Reverb ein. Ende der Siebziger verwendete er vornehmlich Peavey-Verstärker, die er später mit Verstärkern der Firma Gallien Krueger kombinierte.

## Diskografie
- Dave Davies (AFL1-3603) (1980)
- Glamour (1981)
- Chosen People (1983)
- Purusha and the Spiritual Planet (1998)
- Fortis Green (1999)
- Fragile (2001)
- Bug (2002)
- Fractured Mindz (2007)
- I Will Be Me (2013)
- Rippin’ Up Time (2014)
- Decade (2018)

### Live und Kompilationen
- Solo Live – Live Solo Performance at Marian College (2000)
- Bugged… Live! (2002)
- Rock Bottom – Live at the Bottom Line (2000)
- Transformation – Live at the Alex Theatre (2003, veröffentlicht von Meta Media)
- Transformation – Live at the Alex Theatre (2005, veröffentlicht von AngelAir Records)
- Kinked (7. März 2006)
- Rippin’ Up New York City (September 2015)